# Perényi Sándor
Perényi Sándor, Perényi Sándor József (Budapest, Józsefváros, 1911. január 18. – Budapest, 1987. február 22.) gordonkaművész, zenekarvezető.

## Élete
Perényi Géza Gusztáv (1877–1954) állami gépgyári hivatalnok, zeneszerző, karmester és Weiner Paula (1881–1918) gyermekeként született. A Budapesti Magyar Királyi Középiskolai Tanárképző-Intézet Gyakorló Középiskolájában érettségizett. Jogi tanulmányai mellett a budapesti Liszt Ferenc Zeneművészeti Főiskola hallgatója volt, ahol 1931-ben végzett gordonka szakon Schiffer Adolf tanítványaként. Az 1930-as évektől szalonzenekarokban játszott, illetve ő maga is vezetett zenekarokat. A második világháború után részt vett a Zenész Szakszervezet megalakításában, amelynek 1946 és 1948 között vezetője volt. Később a Fővárosi Operettszínházban, a Petőfi Színházban és a MÁV Szimfonikus Zenekarnál dolgozott. Saját tizenkét tagú szalonzenekarával másfél évtizeden át lépett fel nyaranta az NSZK városaiban, míg kisegyüttesével a környező országokban kapott fellépési lehetőségeket. 1956-tól hosszú éveken át Honthy Hanna zongorakísérője volt.
Felesége Hományi Erzsébet volt, akit 1940. szeptember 27-én Budapesten, a Józsefvárosban vett nőül.

## Származása
| Perényi Sándor József (Budapest, 1911. jan. 18.– Budapest, 1987. febr. 22.) gordonkaművész, zenekarvezető | Apja: Perényi Géza Gusztáv (1878-ig Pinkász) (Budapest, 1877. júl. 7.– Budapest, 1954. márc. 18.) állami gépgyári tisztviselő, zeneszerző | Apai nagyapja: Perényi Sándor (1878-ig Pinkász) (Veszprém, 1846– Budapest, 1938. aug. 8.) mérnök, államvasúti miniszteri tanácsos | Apai nagyapai dédapja: Pinkász Henrik                |
| Perényi Sándor József (Budapest, 1911. jan. 18.– Budapest, 1987. febr. 22.) gordonkaművész, zenekarvezető | Apja: Perényi Géza Gusztáv (1878-ig Pinkász) (Budapest, 1877. júl. 7.– Budapest, 1954. márc. 18.) állami gépgyári tisztviselő, zeneszerző | Apai nagyapja: Perényi Sándor (1878-ig Pinkász) (Veszprém, 1846– Budapest, 1938. aug. 8.) mérnök, államvasúti miniszteri tanácsos | Apai nagyapai dédanyja: Schön Terézia                |
| Perényi Sándor József (Budapest, 1911. jan. 18.– Budapest, 1987. febr. 22.) gordonkaművész, zenekarvezető | Apja: Perényi Géza Gusztáv (1878-ig Pinkász) (Budapest, 1877. júl. 7.– Budapest, 1954. márc. 18.) állami gépgyári tisztviselő, zeneszerző | Apai nagyanyja: Fischer Berta (Gyönk, 1848. márc. 31.– Budapest, 1936. jan. 10.)                                                  | Apai nagyanyai dédapja: dr. Fischer József           |
| Perényi Sándor József (Budapest, 1911. jan. 18.– Budapest, 1987. febr. 22.) gordonkaművész, zenekarvezető | Apja: Perényi Géza Gusztáv (1878-ig Pinkász) (Budapest, 1877. júl. 7.– Budapest, 1954. márc. 18.) állami gépgyári tisztviselő, zeneszerző | Apai nagyanyja: Fischer Berta (Gyönk, 1848. márc. 31.– Budapest, 1936. jan. 10.)                                                  | Apai nagyanyai dédanyja: Schön Mária                 |
| Perényi Sándor József (Budapest, 1911. jan. 18.– Budapest, 1987. febr. 22.) gordonkaművész, zenekarvezető | Anyja: Weiner Paula (Bécs, 1881. jún. 19.– 1918)                                                                                          | Anyai nagyapja: Weiner Sámuel (Pozsony, 1848. nov. 20.– Budapest, 1927. okt. 27.) kereskedő                                       | Anyai nagyapai dédapja: Weiner Izrael bútorkereskedő |
| Perényi Sándor József (Budapest, 1911. jan. 18.– Budapest, 1987. febr. 22.) gordonkaművész, zenekarvezető | Anyja: Weiner Paula (Bécs, 1881. jún. 19.– 1918)                                                                                          | Anyai nagyapja: Weiner Sámuel (Pozsony, 1848. nov. 20.– Budapest, 1927. okt. 27.) kereskedő                                       | Anyai nagyapai dédanyja: Back Betti                  |
| Perényi Sándor József (Budapest, 1911. jan. 18.– Budapest, 1987. febr. 22.) gordonkaművész, zenekarvezető | Anyja: Weiner Paula (Bécs, 1881. jún. 19.– 1918)                                                                                          | Anyai nagyanyja: Weiss Karolin (Pozsony, 1856. ápr. 25.– Budapest, 1907. nov. 17.)                                                | Anyai nagyanyai dédapja: Weiss Bernát kereskedő      |
| Perényi Sándor József (Budapest, 1911. jan. 18.– Budapest, 1987. febr. 22.) gordonkaművész, zenekarvezető | Anyja: Weiner Paula (Bécs, 1881. jún. 19.– 1918)                                                                                          | Anyai nagyanyja: Weiss Karolin (Pozsony, 1856. ápr. 25.– Budapest, 1907. nov. 17.)                                                | Anyai nagyanyai dédanyja: Hecht Rozália              |